# Sima (pijača)
Sima je finska alkoholna pijača. Proizvedejo jo s fermentacijo raztopine medu in vode. Je sladka peneča pijača, ki vsebuje limono ali rozine.

## Zgodovina
Beseda sima izvira iz stare finščine in pomeni med. Sima ja tradicionalna finska pijača, ki se pije ob ocvrtih pecivih na festivalu Vappu.
V 16. stoletju so iz Lübecka in Rige na Finsko uvozili simo v obliki, podobni medenemu vinu. Takrat je bila po vinu najbolj priljubljena pijača na Finskem. Vsebnost alkohola se je v pijači do 18. stoletja opazno zmanjšala. Takrat so simo začeli izdelovati na Finskem kot osvežilno poletno pijačo, ki so jo pili predvsem premožni prebivalci, saj so si jo le oni lahko privoščili.
Finski delavci so pijačo začeli uživati v 19. stoletju, ko je med začel nadomeščati sladkor in je začel zniževati ceno same pijače.

## Sestavine in priprava
Glavna sestavina pijače je limona, rjav sladkor, aktivni suhi kvas in rozine. Zmes vode, limone in sladkorja zmešamo, prekuhamo in ohladimo na sobni temperaturi, dodamo kvas in pustimo stati čez noč nato pretočimo in v vsako steklenico dodamo še par rozin.